# فولفغانغ مولر (عالم إنسان)
فولفغانغ مولر (بالألمانية: Wolfgang Müller-Wiener)‏ (و. 1923 – 1991 م) هو عالم إنسان، ومؤرخ الفن، وعالم آثار، ومؤرخ معماري، وأستاذ جامعي، ومهندس معماري، وباحث في تاريخ العصور الكلاسيكية ألماني، كان عضوًا في المعهد الألماني للآثار، توفي في إسطنبول، عن عمر يناهز 68 عاماً.

## التعليم
تعلم في معهد كارلسروه للتكنولوجيا
.